# Alternochelata polychelata
Alternochelata polychelata is een mosselkreeftjessoort uit de familie van de Rutidermatidae. De wetenschappelijke naam van de soort is voor het eerst geldig gepubliceerd in 1958 door Kornicker.